# 华夏出版社
华夏出版社是中国的一家综合性出版社，位于北京市东直门外香河园北里4号，隶属于中国残疾人联合会，成立于1986年。
华夏出版社以专业出版为特色，兼顾大众出版与教育出版，出版主题系列包括经济、管理、医学、传播学、西方哲学、社会学、人类学等方面。